# Anatracis impura
Anatracis impura är en insektsart som först beskrevs av Stsl 1866.  Anatracis impura ingår i släktet Anatracis och familjen Flatidae. Inga underarter finns listade i Catalogue of Life.